# ترینیتی د تاک
رایان ای. تیلور (به انگلیسی: Ryan A. Taylor) که با نام ترینیتی د تاک (به انگلیسی: Trinity the Tuck) شناخته می‌شود، (زاده ۱۰ دسامبر ۱۹۸۵) زن‌پوش، چهره مشهور، موسیقی‌دان آمریکایی است.